# Reserva estatal Pirguli
La reserva estatal Pirguli o Pirgulu (en azerí, Pirqulu dövlət təbiət qoruğu) es una reserva natural establecida sobre una superficie de 15,21 km² en 1968 para proteger los bosques de montaña, los pastizales de diversas clases, el fértil suelo, las áreas de bosque en expansión, impedir la contaminación del aire que tiene un impacto negativa sobre el clima. La flora de la reserva incluye más de sesenta especies. Entre los mamíferos de la reserva se pueden encontrar el oso pardo, el lobo, el gato montés, el lince, la comadreja, el jabalí o el corzo. La superficie de la reserva estatal Pirguli fua empliada en 27,53 km² adicionales y alcanzó los 42,74 km² en 2003. 